# 惠积街古民居
惠积街古民居，位于中国广东省肇庆市德城镇惠积街，为德庆县的一个县级文物保护单位，类型为古建筑，公布时间为2001年8月23日。
惠积街古民居的历史年代为清代。